# Aeroport de Melilla
L'aeroport de Melilla (codi IATA: MLN, codi OACI: GEML) és un aeroport públic espanyol que forma part de la xarxa d'Aena i es troba a només 3 quilòmetres del centre de la ciutat de Melilla (Espanya). Actualment ocupa el vint-i-nouè lloc a nivell estatal pel que fa al nombre de passatgers. Té capacitat per moure fins a 500.000 passatgers, i la mitjana anual de passatgers ronda els 400.000. El 2024 va arribar als 507.957 passatgers. Actualment, només una companyia aèria, Iberia Regional/Air Nostrum, opera vols comercials de passatgers des de l'aeroport cap a nou ciutats espanyoles: Almeria, Barcelona, Granada, Gran Canària, Madrid, Màlaga, Palma, Santiago de Compostel·la i Sevilla.
Espanya i Marroc són signants del Conveni de Chicago de 1944, en el qual s'estableixen les Llibertats de l'aire, que són una sèrie de drets relacionats amb l'aviació comercial que garanteixen a les aerolínies d'un Estat poder entrar en l'espai aeri d'un altre Estat. La primera llibertat és el dret de sobrevolar el territori d'un altre estat. Els avions han de realitzar maniobres difícils durant els enlairaments i aterratges per evitar entrar en l'espai aeri marroquí. Tot i així, no hi ha motiu de preocupació, ja que fins ara no hi ha hagut problemes relacionats amb això.
Aquestes són les següents distàncies declarades per a la pista de 1.433 m per les capçaleres 15 i 33:
| Designació | TORA (m) | ASDA (m) | TODA (m) | LDA (m) |
| ---------- | -------- | -------- | -------- | ------- |
| 15         | 1.433    | 1.433    | 1.433    | 1.198   |
| 33         | 1.371    | 1.371    | 1.371    | 1.371   |

TORA= Recorregut d'enlairament disponible
ASDA= Distància d'acceleració aturada disponible
TODA= Distància d'enlairament disponible
LDA = Distància d'aterratge disponible
L'aeroport canvia de categoria a 3C el 23 de febrer de 2023 després de l'anunci de Aena que permet l'operativa d'avions a reacció com el CRJ-200, Embraer 170, Embraer 195-E2, Bae 146, Airbus A220, Airbus A318, Airbus A319, Airbus A320, Airbus A320neo i Boeing 737, totes elles penalitzades en càrrega de pagament (passatge i maletes) i distància des de la qual s'arribaria. Cal ampliar la pista en 270 m, cap al sud i 350 m més, útils al nord perquè aquests avions a reacció puguin operar sense penalització.
Melilla no té ILS (Sistema d'aterratge Instrumental), les actuals radioajudes (VOR/DME i NDB) estan en sòl melillenc, però no impedeixen que la ciutat es quedi incomunicada els dies de núvols baixos a 700/800 peus. Amb un sistema d'aproximació localitzador offset o RNAV (satèl·lit) es permetria l'operativa de l'aeroport amb meteorologia adversa.
L'aeroport de Melilla, malgrat el seu poc trànsit, està situat al costat de la frontera marroquina i, en no existir conveni amb Marroc, els avions han de fer difícils maniobres durant els enlairaments i aterratges per evitar endinsar-se en espai aeri del Marroc. Tot i així, no hi ha motiu de preocupació perquè fins ara no hi ha hagut problemes relacionats amb això.

## Horari
L'horari d'operacions aèries està comprès entre les 7.15 i les 22.15 hores durant tot l'any.

## Clima
Melilla té un clima mediterrani càlid influenciat per la seva proximitat al mar, fent estius molt més frescos i més precipitacions que les zones interiors més profundes a Àfrica. El clima, en general, és similar a la costa sud de l'Espanya peninsular i la costa nord del Marroc, amb diferències de temperatura relativament petites entre estacions.

## Història

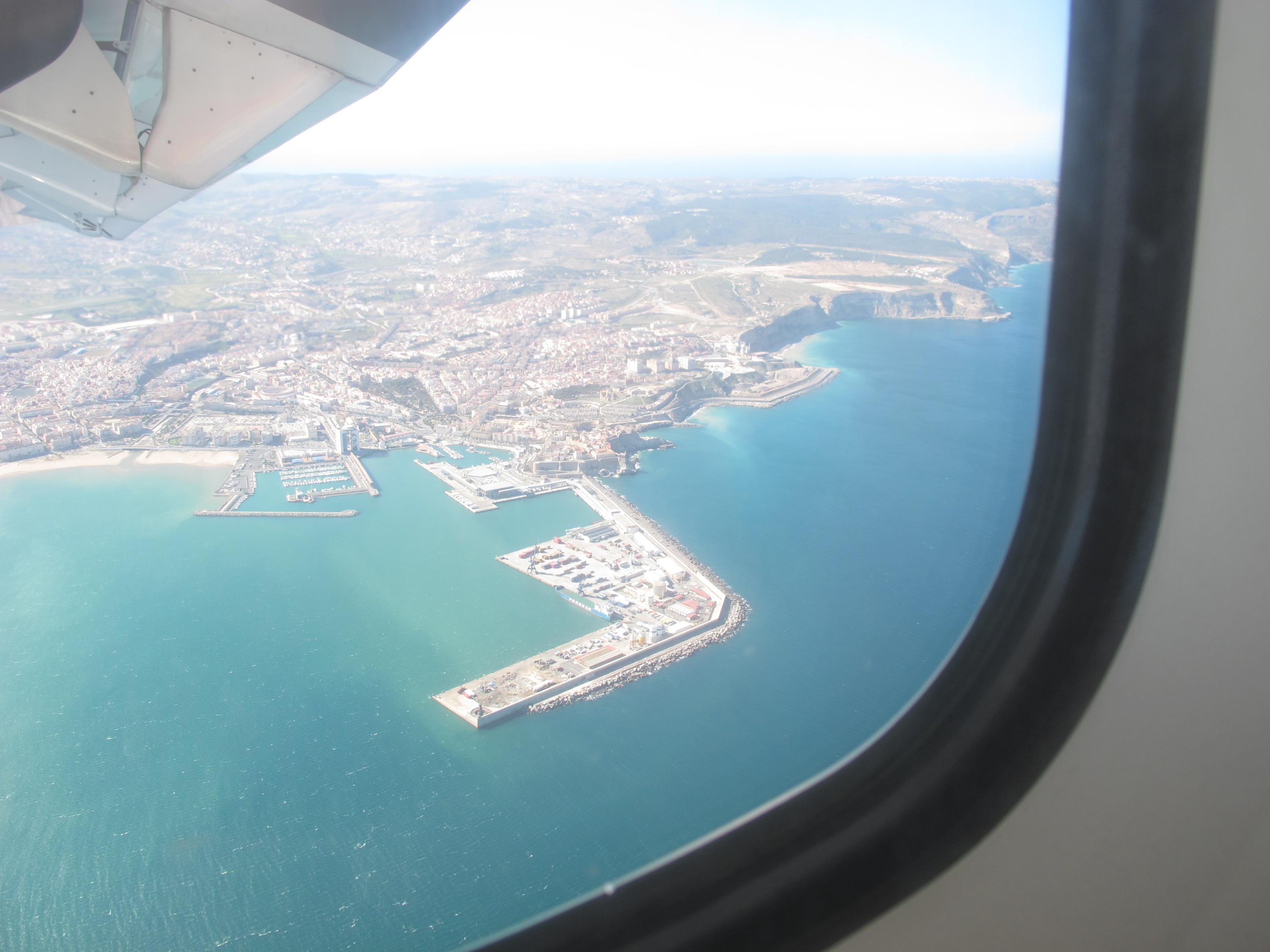
Aterrant a Melilla

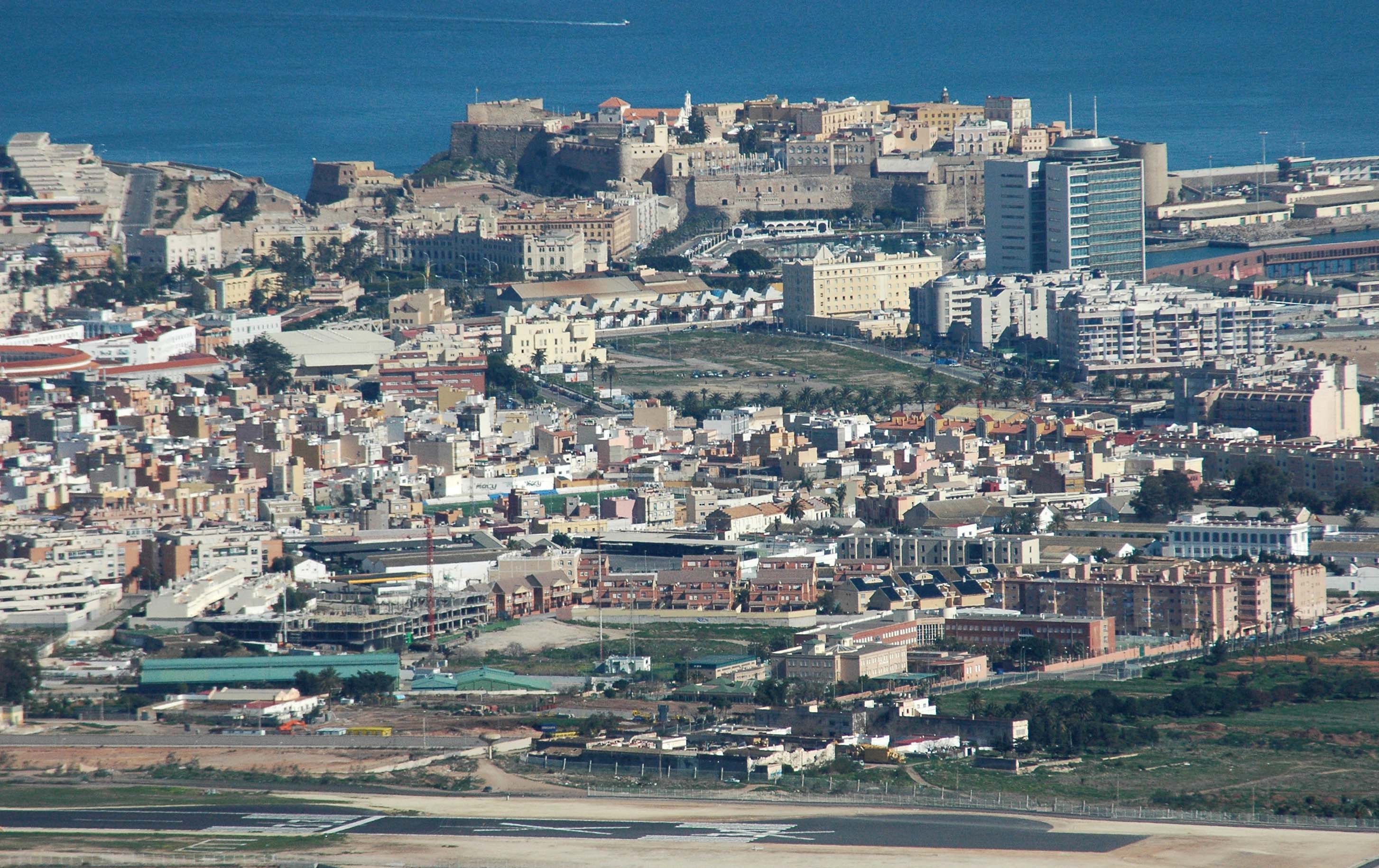
Vista aèria de la pista d'aterratge de l'aeroport amb la ciutat de Melilla al fons.

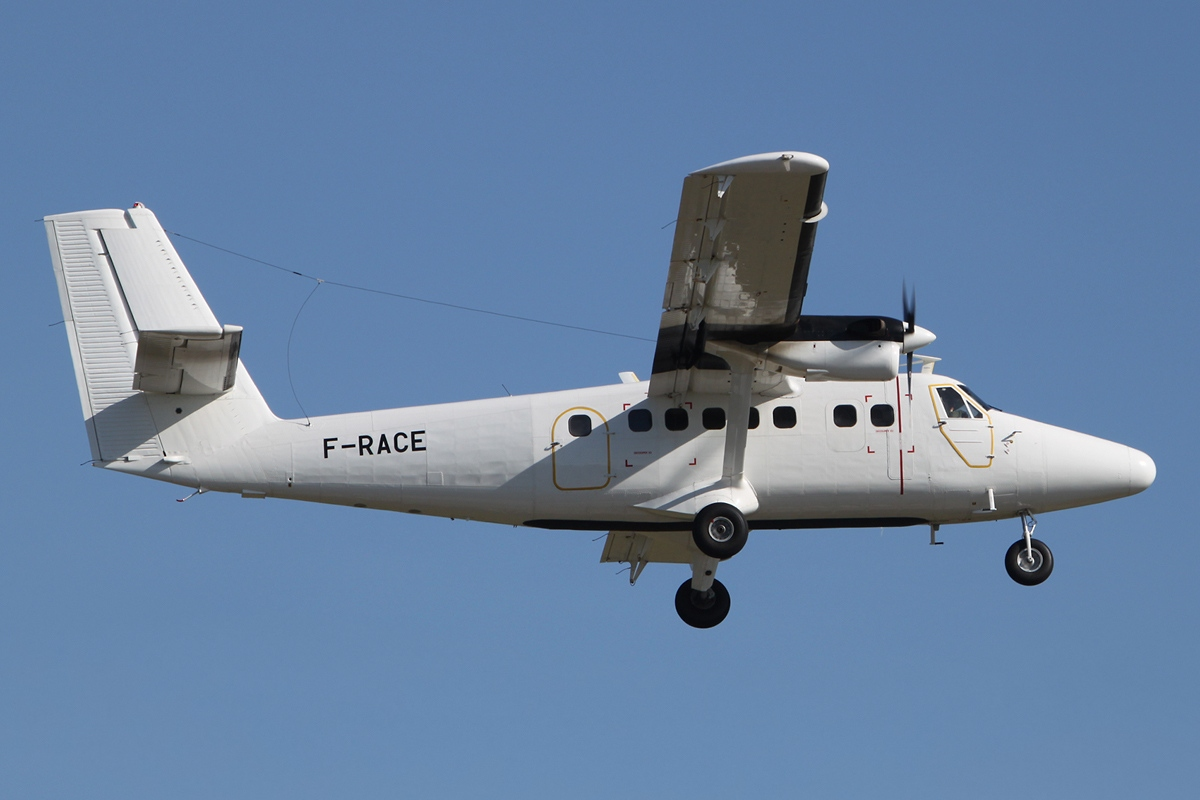
Spantax De Havilland Canada DHC-6-300 Twin Otter connectava Melilla amb Màlaga i Almeria als anys 70

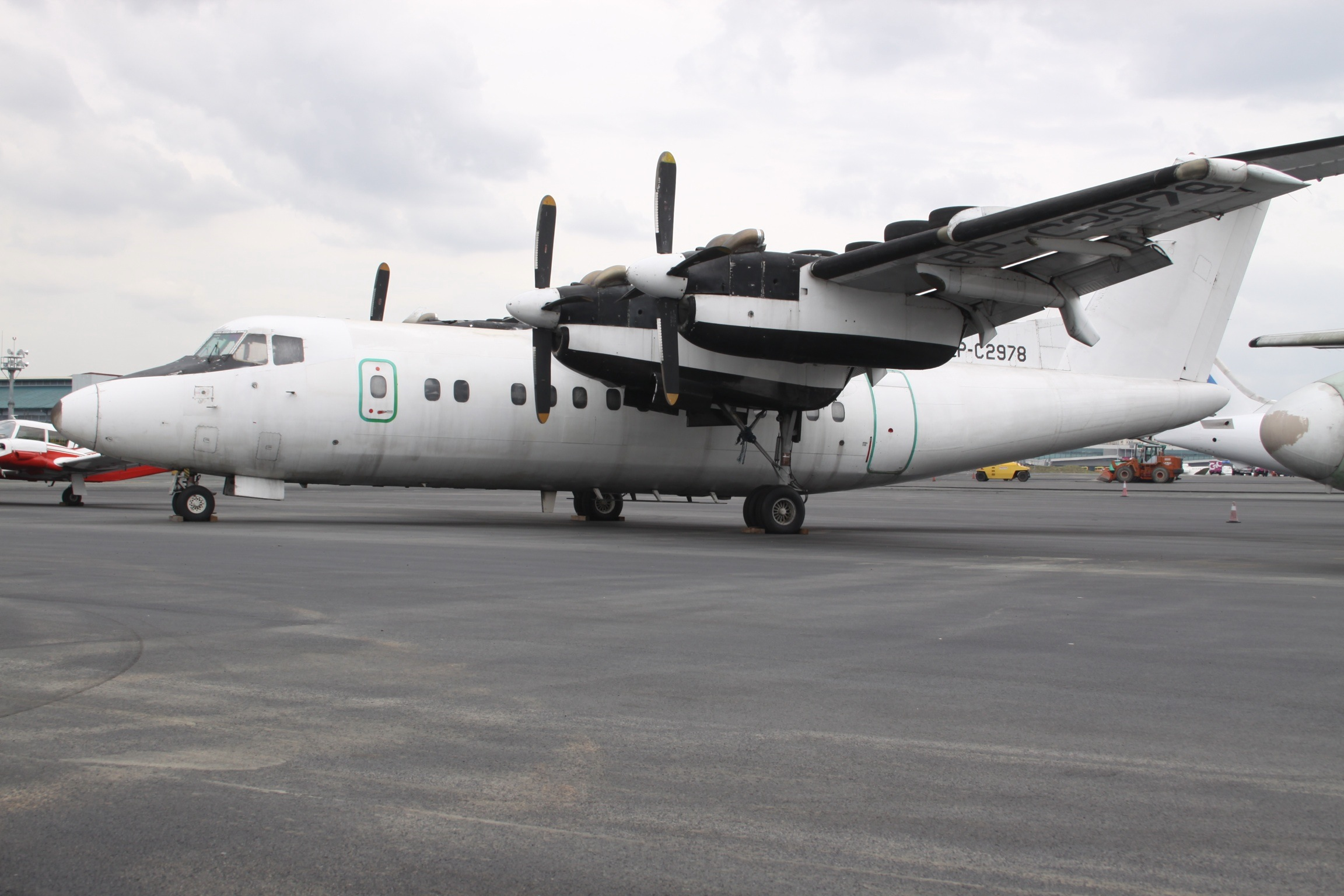
Spantax De Havilland Canada DHC-7 connectava Melilla amb Màlaga i Almeria als anys 70

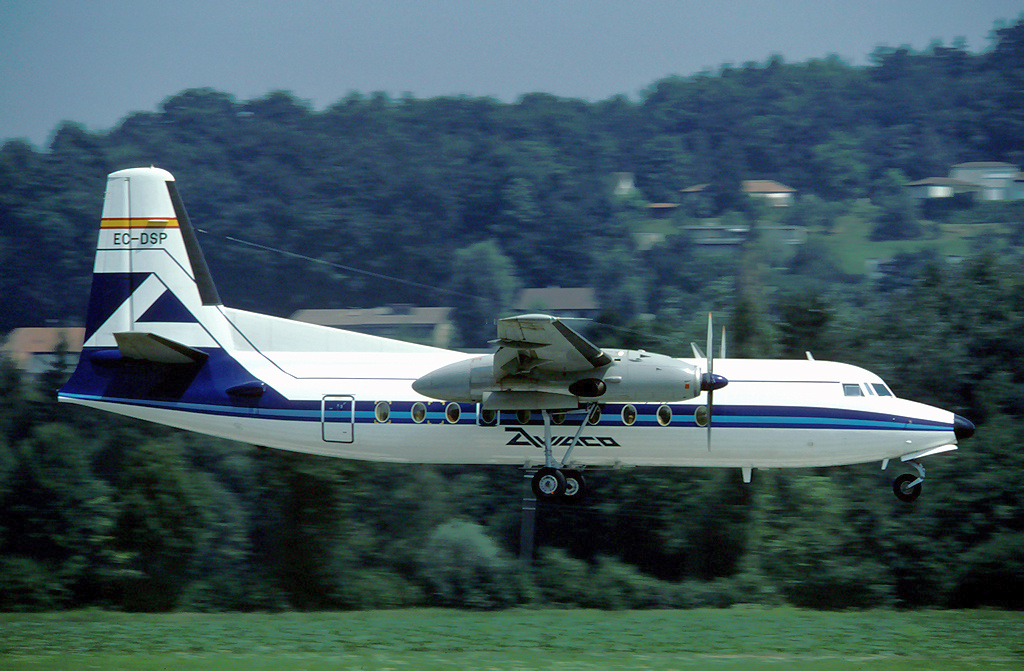
Aviaco Fokker 27 connectava Melilla amb Màlaga i Almeria als anys 80

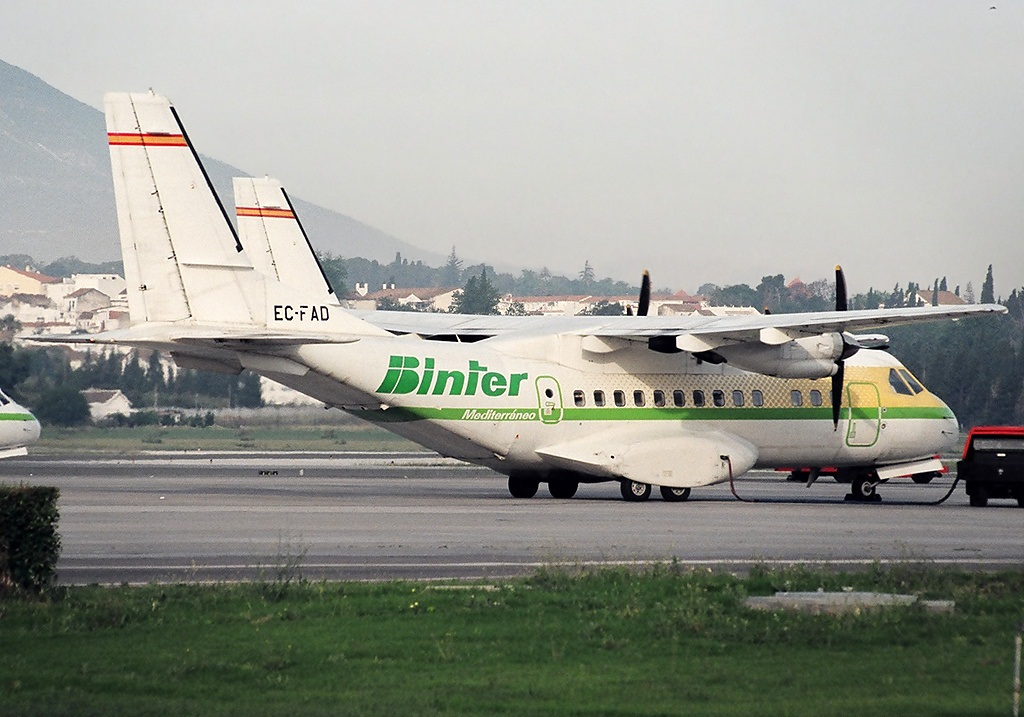
Binter Mediterráneo CASA CN-235-100 connectava Melilla amb Màlaga, Almeria, València i Madrid als anys 90

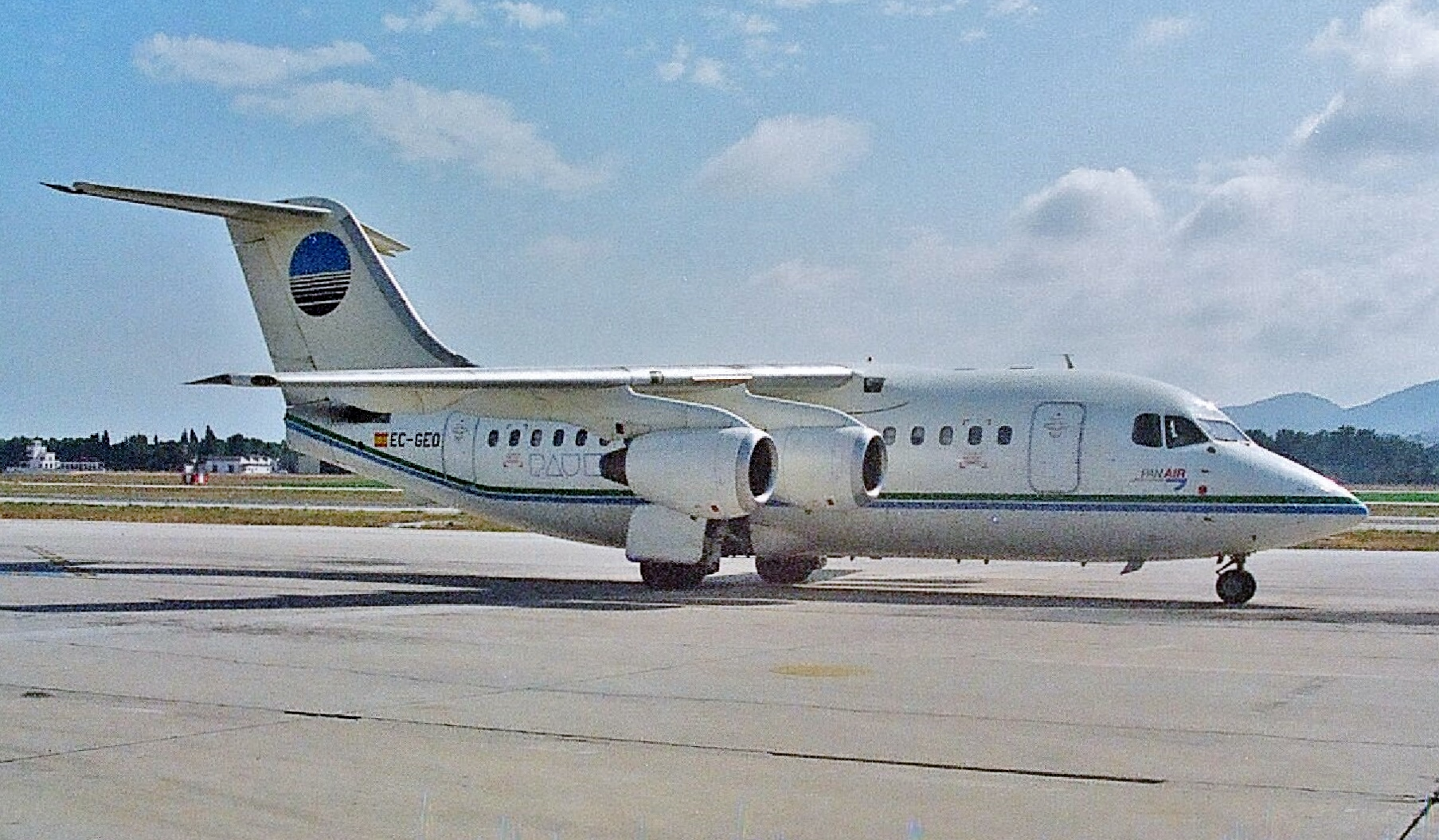
PauknAir BAe 146 connectava Melilla amb Màlaga, Madrid, Almeria, Barcelona, Palma Santiago de Compostel·la i Santander a finals dels anys 90

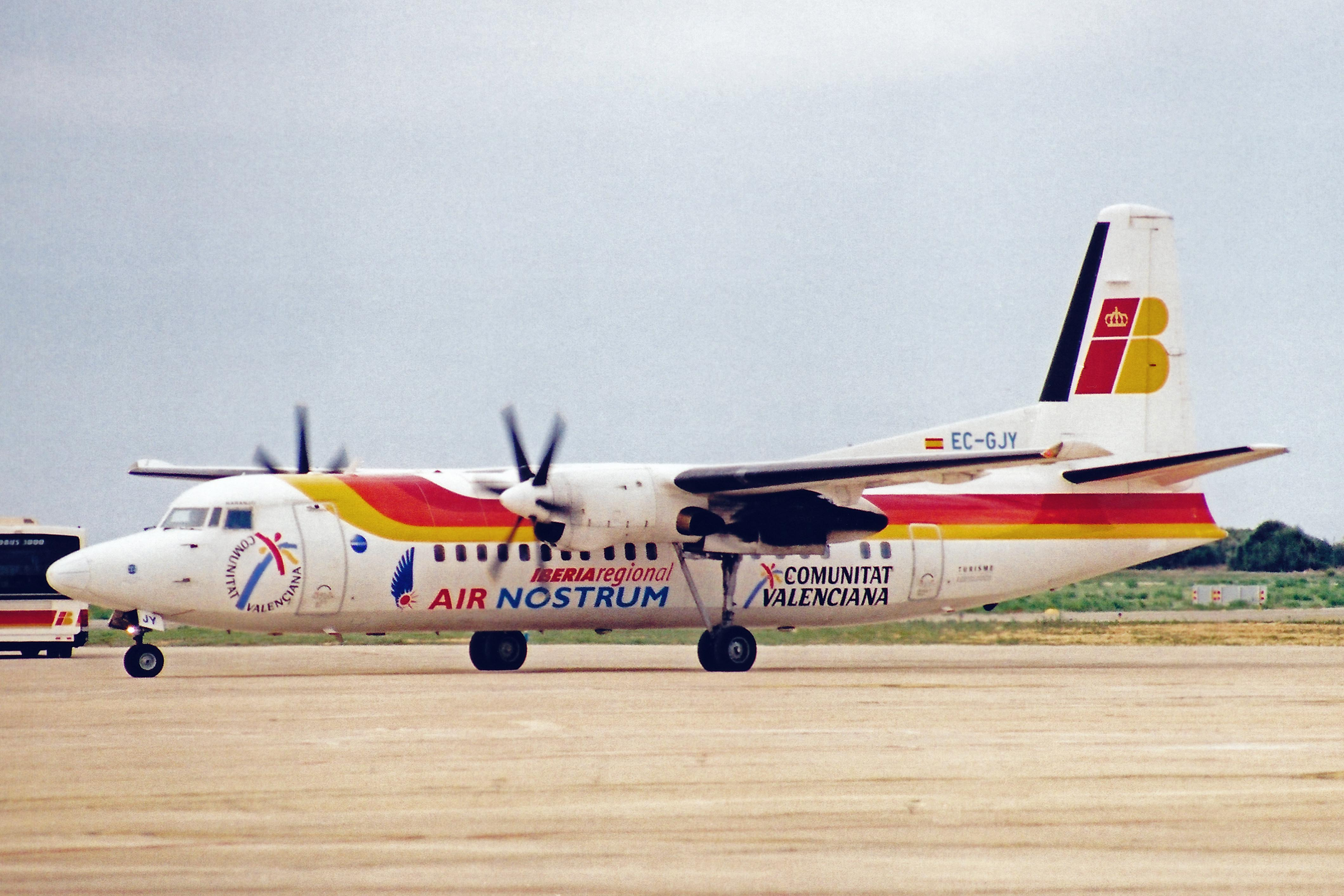
Air Nostrum Fokker 50 connectava Melilla amb Màlaga, Almeria, València i Madrid al començament dels anys 90

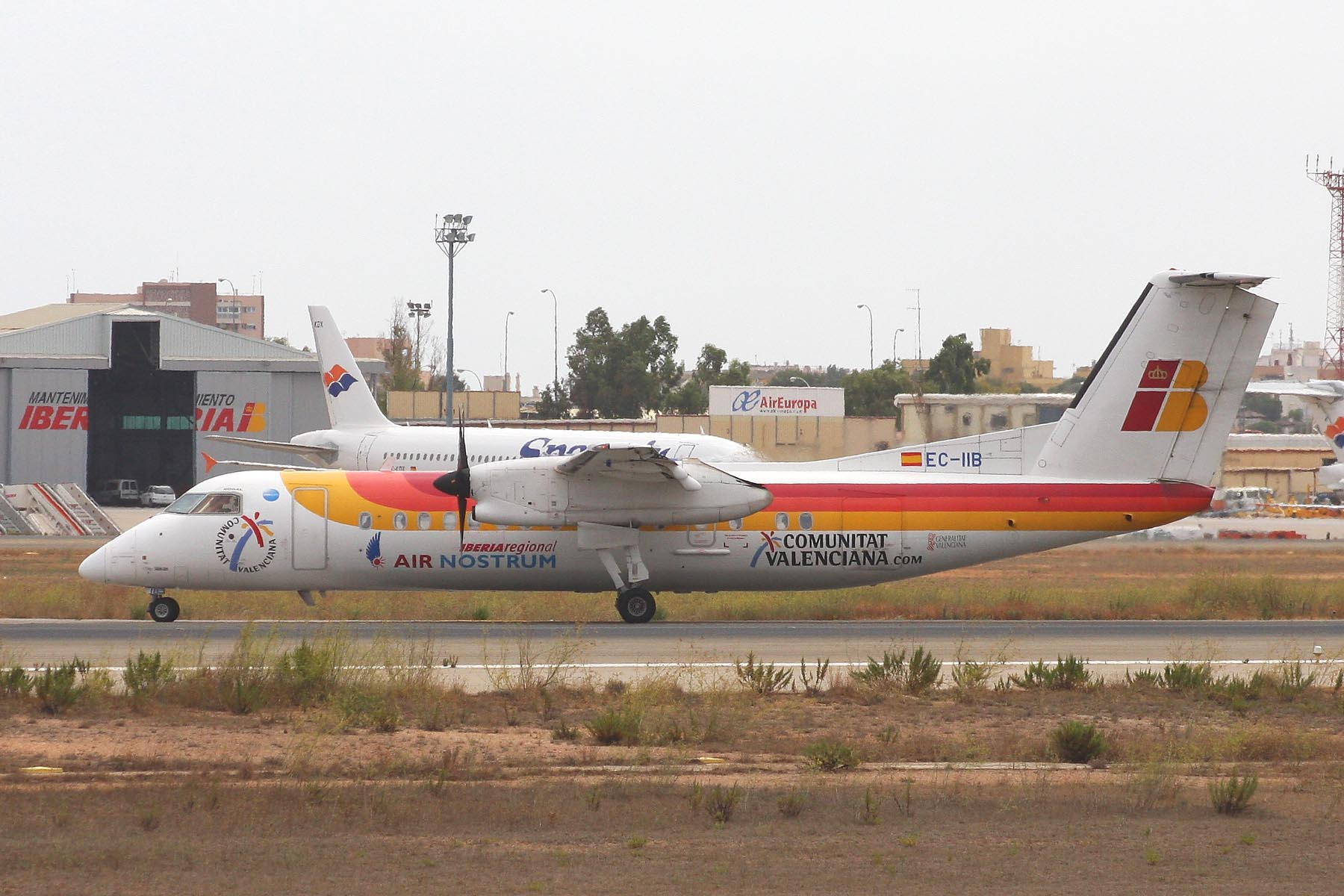
Air Nostrum Dash 8 connectava Melilla amb Màlaga, Almeria, Granada, València i Madrid al començament dels anys 90

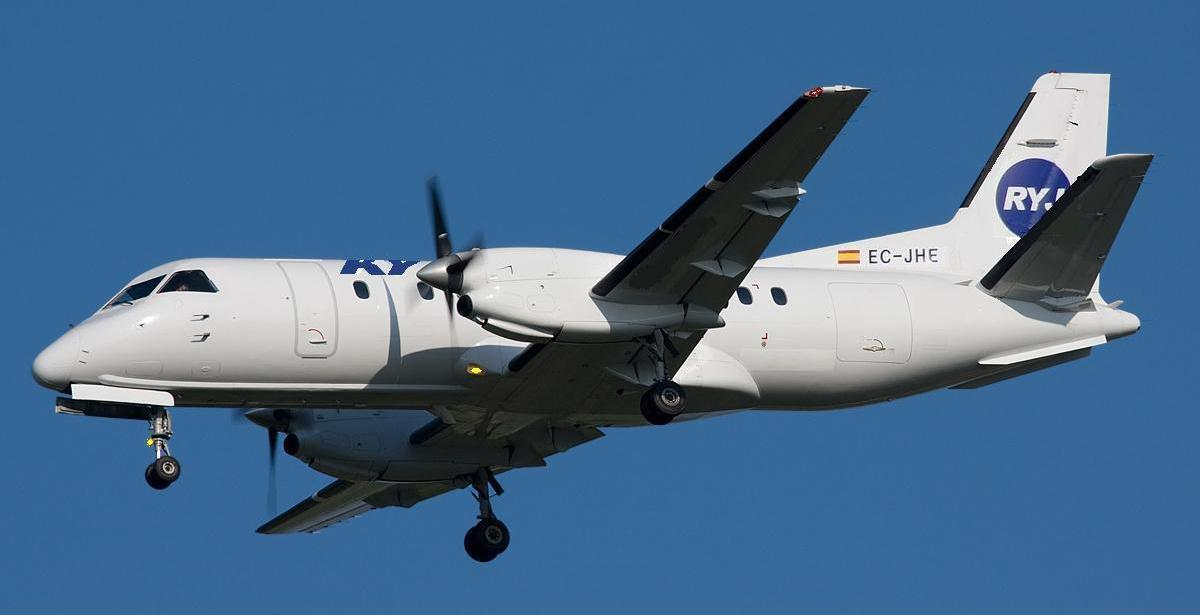
Ryjet Saab 340 feia la ruta Màlaga-Melilla al 2012

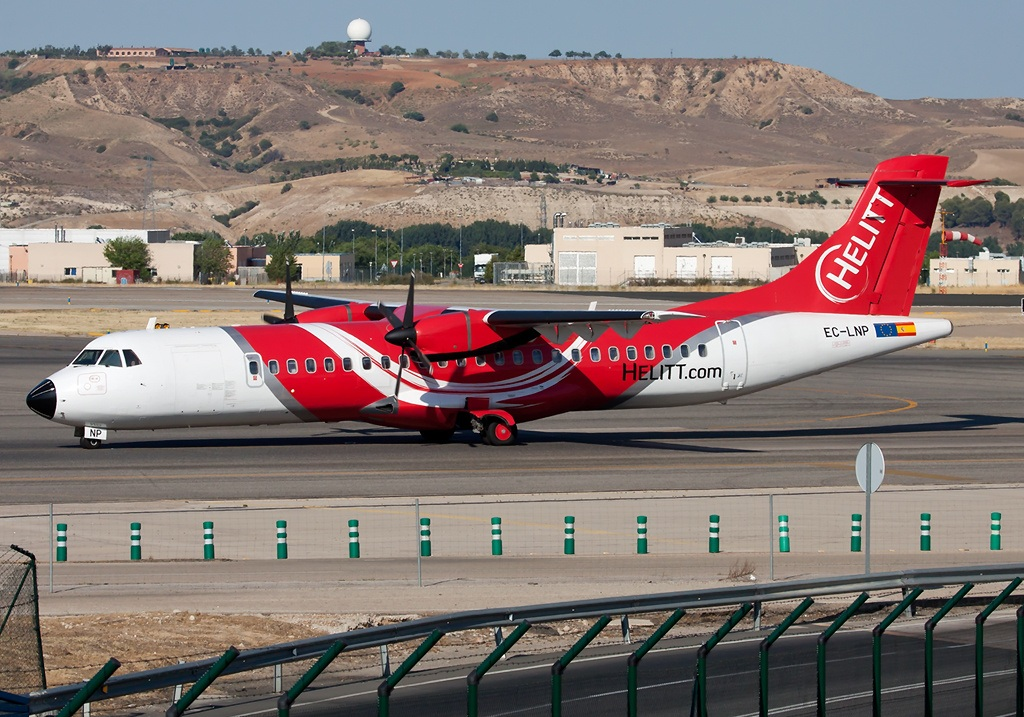
Helitt Líneas Aéreas ATR que connectava Melilla amb Màlaga, Madrid i Barcelona al 2012

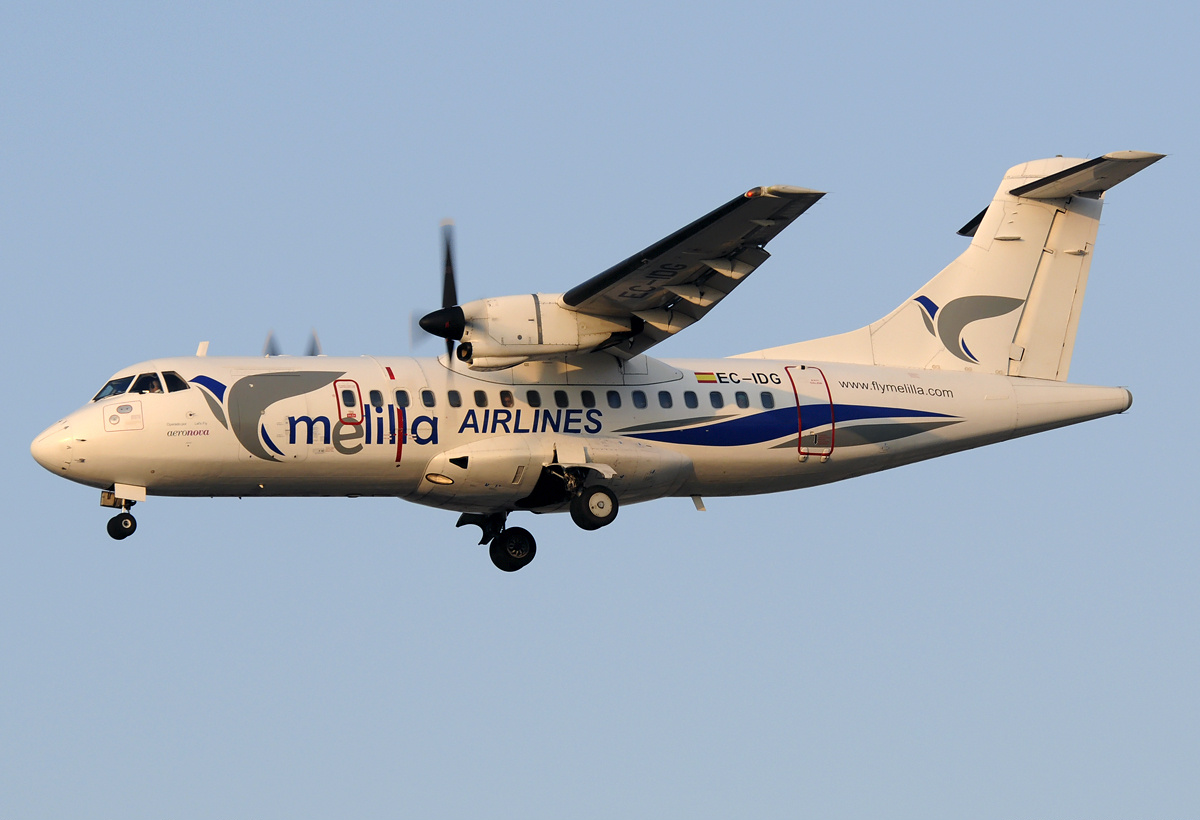
Avió de Melilla Airlines aterrant a l'aeroport. Feia la ruta Màlaga-Melilla al 2013

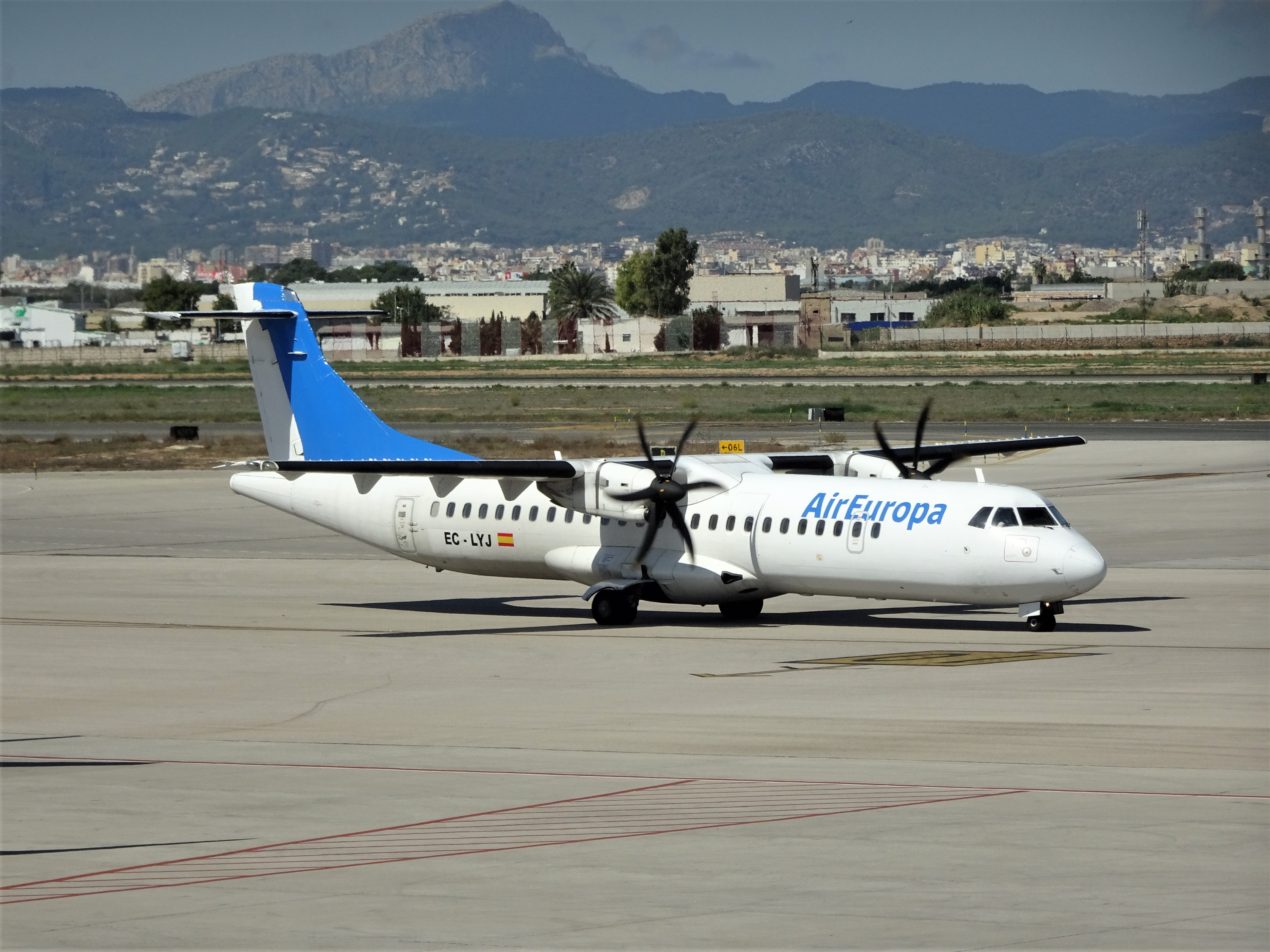
Air Europa ATR que feia la ruta Màlaga-Melilla al 2014

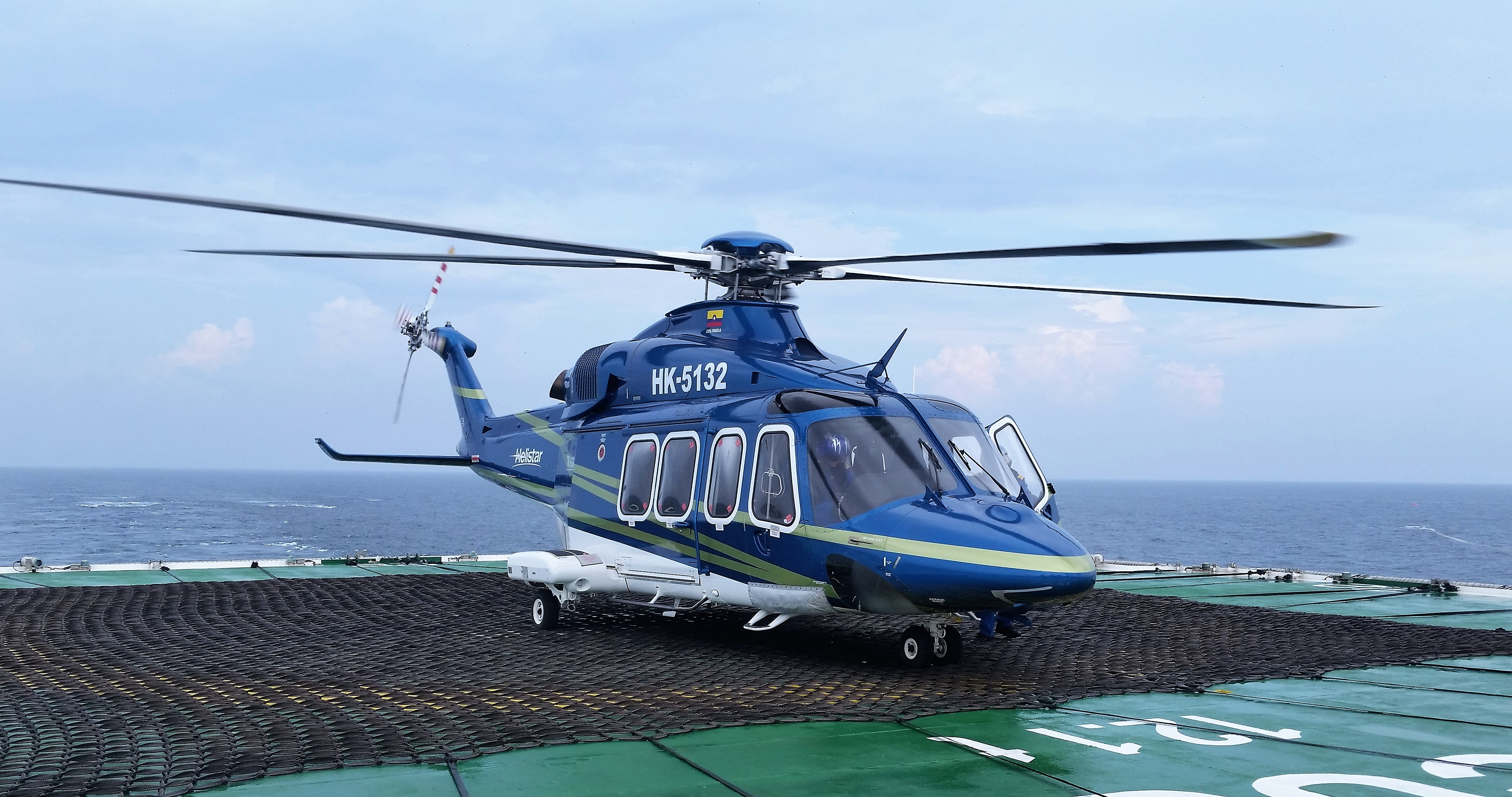
Hélity AgustaWestland AW139 que connectava Ceuta i Melilla al 2019

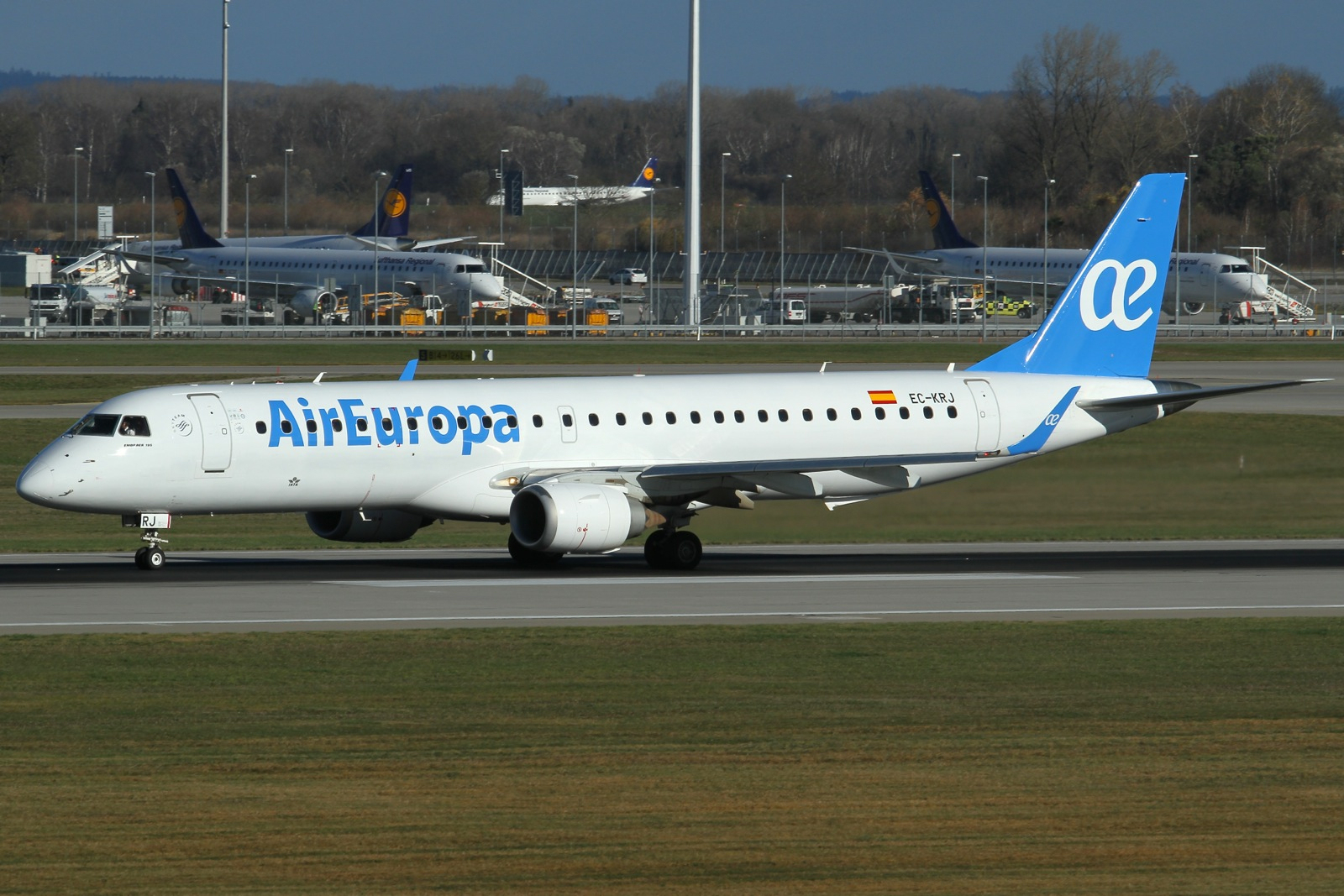
Embraer 195 avió amb el qual Air Europa tornaria a Melilla pel canvi a categoria 3C

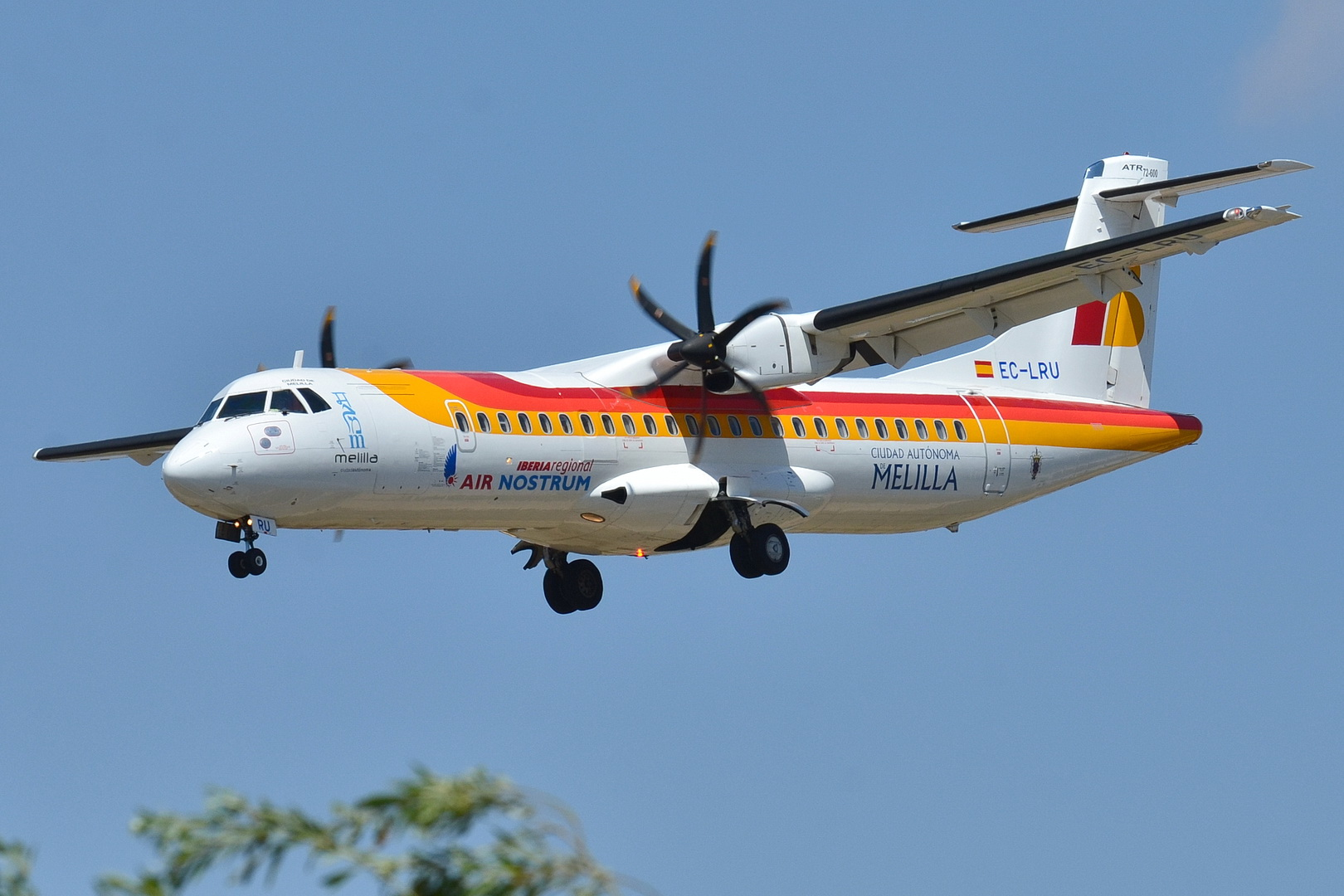
ATR 72-600 de Iberia Regional/Air Nostrum que, actualment, connecta Melilla amb Màlaga, Madrid, Granada, Almeria, Sevilla i Barcelona i estacionalment amb Palma i Gran Canària

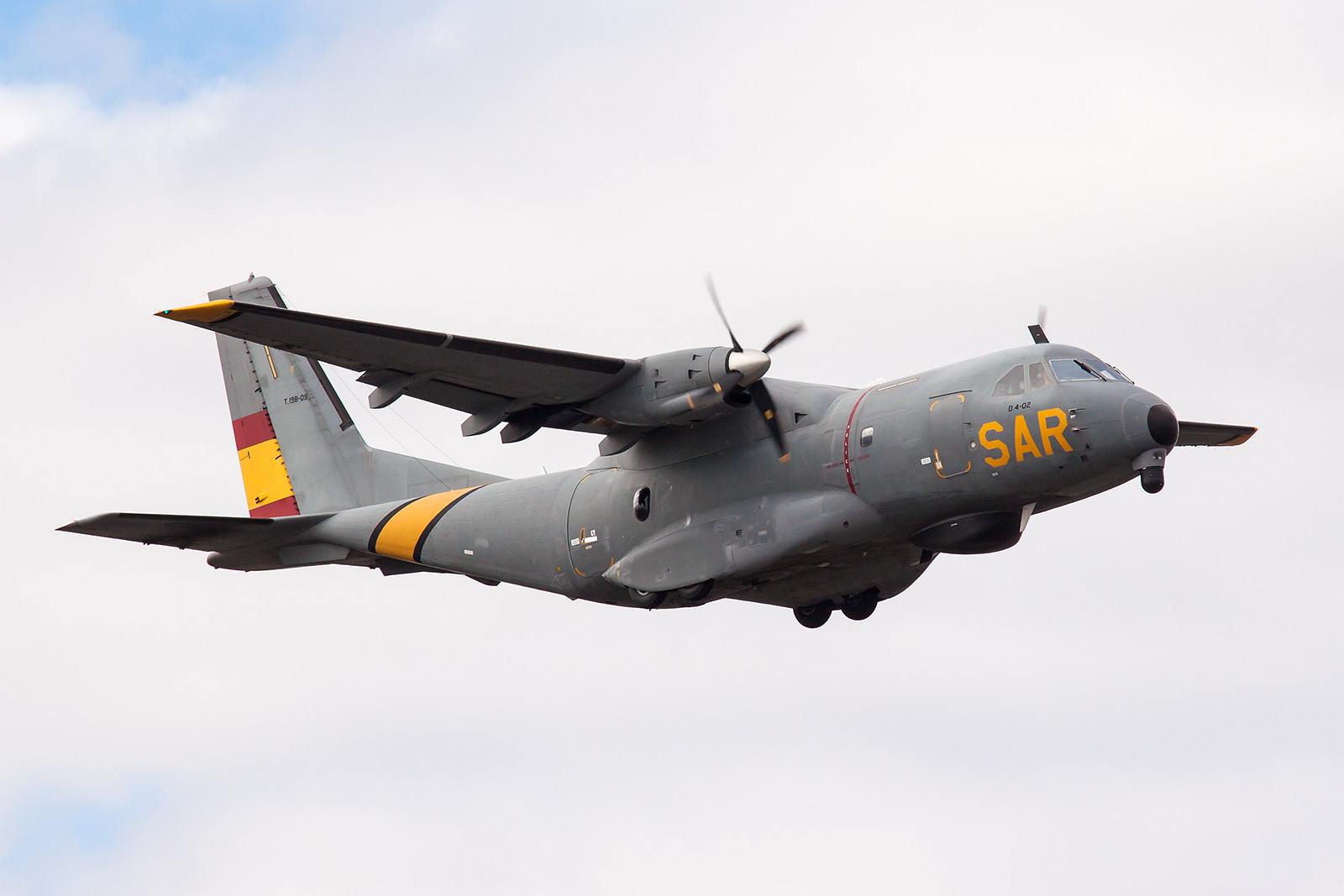
CASA CN235 del Ejercito del Aire

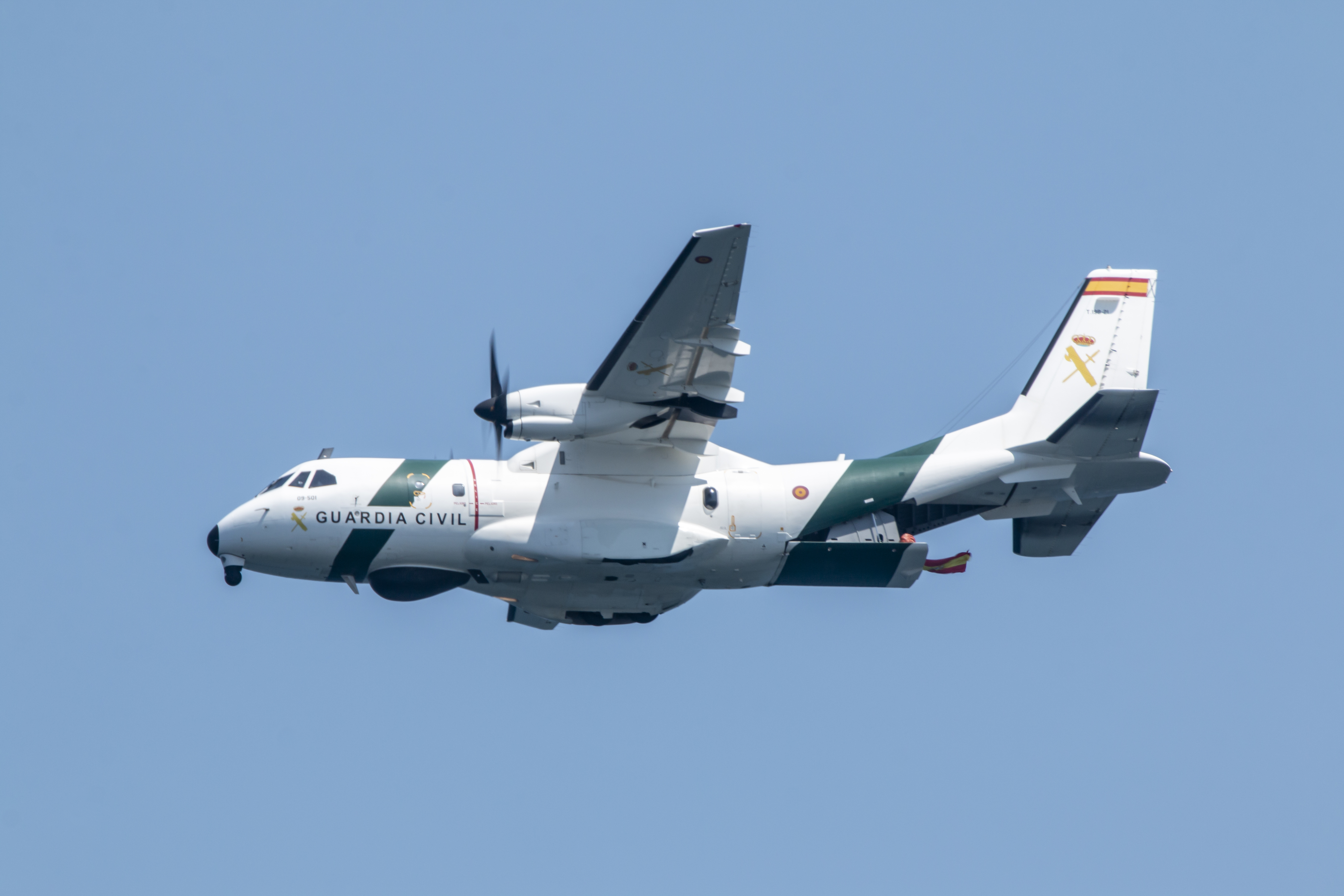
CASA CN235 de la Guardia Civil

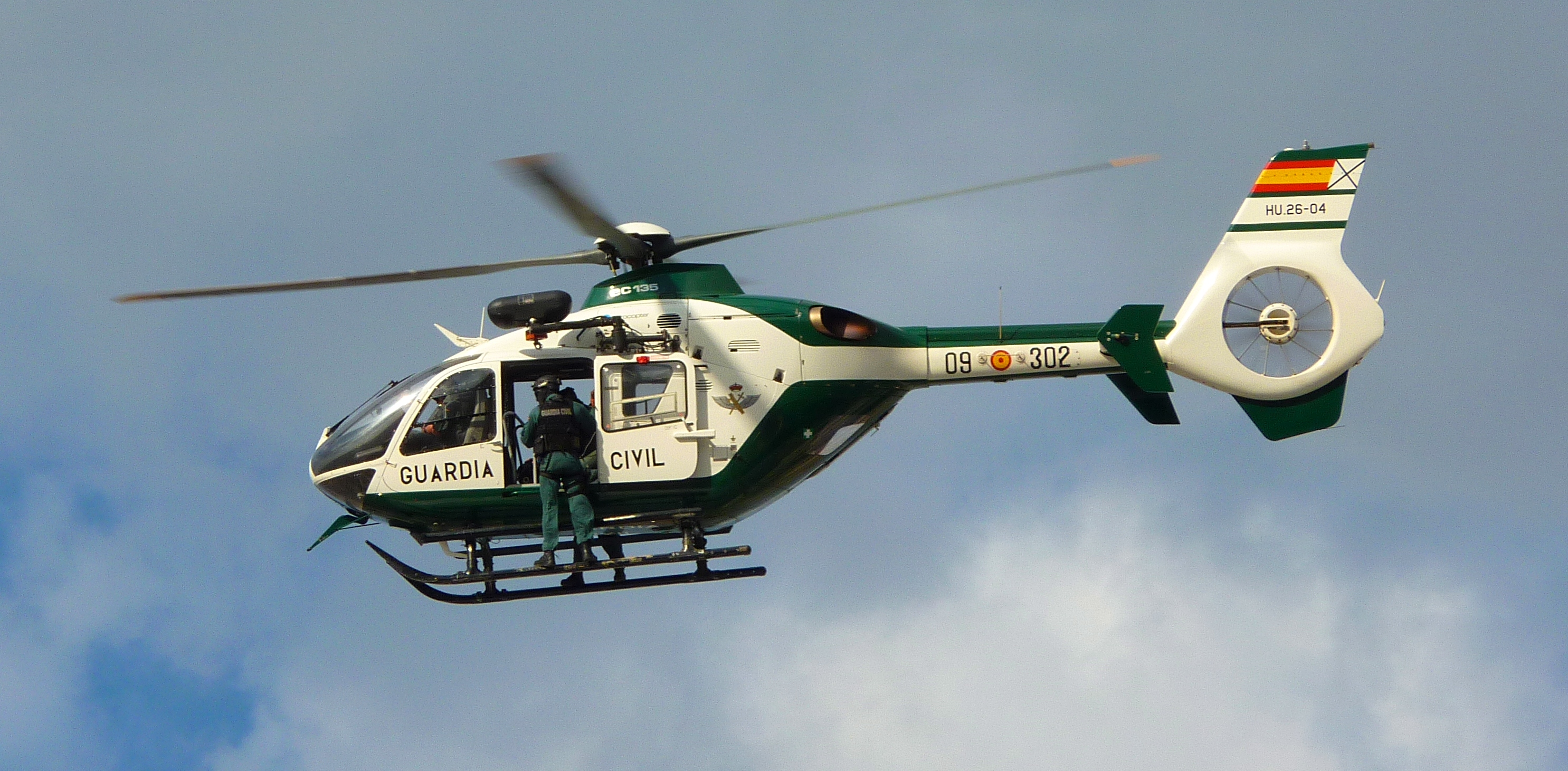
Eurocopter de la Guardia Civil

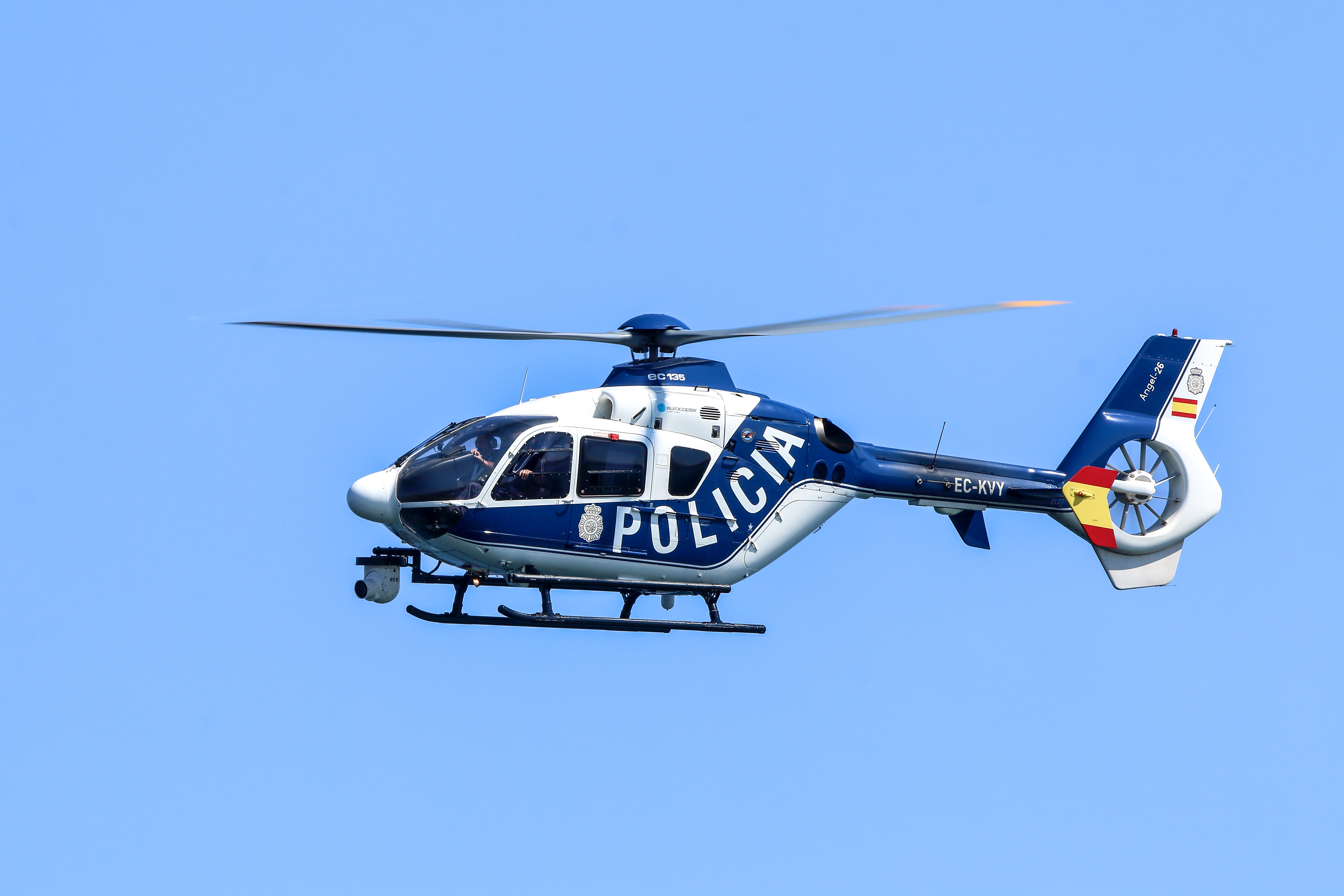
Eurocopter de la Policía Nacional

### Segle XX
L'aeroport va ser inaugurat el 31 de juliol de 1969 pel ministre de l'Aire, José Lacalle Larraga, per substituir definitivament a l'aeroport de Tauima, poblat situat a l'antic Protectorat Espanyol a Marroc. Inicialment era una pista de 730 metres de llargada per 45 d'amplada.
Va començar a operar en ell, Spantax amb un D'Havilland Canada DHC-6 Twin Otter, i més tard, amb un D'Havilland Canada DHC-7.
En 1980, Spantax va ser substituïda per Aviaco, filial llavors de Iberia L.A.E., que empraria un Fokker F27.
En 1992, entraria Binter Mediterrani, també filial d'Iberia, que operava amb CN-235, i que més tard va substituir a Aviaco. Unia la ciutat de Melilla amb: Màlaga, Almeria, València i, en el seu darrer any, amb Madrid.
En 1995, va entrar en servei PauknAir, que operava amb BAe 146, i que va trencar amb el monopoli d'Iberia en les operacions des de Melilla. Va aconseguir connectar la ciutat amb 7 aeroports nacionals: Màlaga, Madrid, Almeria, Barcelona, Palma i va ser la primera vegada que va connectar la ciutat de Melilla amb Santiago de Compostel·la i Santander. Aquesta aerolínia cessaria les seves operacions a 1998.

### Segle XXI
Definitivament, a 2001, Air Nostrum va adquirir Binter Mediterrani, quedant-se així amb el monopoli de les rutes.
Al febrer de 2005 s'acaben les obres d'ampliació de la pista, passant així de tindre 1344 metres, a tindre 1428 metres.
A principis de 2009, Air Europa va realitzar proves amb l'Embraer 195 al simulador de LGW per presentar-los a Aviació Civil per tal d'obtenir els permisos corresponents, van fer aproximacions amb pes màxim a l'aterratge, per ambdues pistes, en tota mena de condicions meteorològiques, amb fallada de motor, etc. També van provar enlairaments amb diferents calatges de flap i pesos, i avortaments d'enlairament. Es va determinar que l'avió aterrava perfectament a màxim pes d'aterratge, i per enlairar-se es van obtenir unes taules de l'oficina tècnica amb els màxims pesos permissibles per a cada destinació. En casos com Madrid-Melilla, calia limitar el nombre de passatgers a 110. En els Melilla-Madrid, Màlaga-Melilla i Melilla-Màlaga; no hi havia cap limitació. La companyia, finalment, no va poder operar a Melilla pel fet que la classificació de l'aeroport, categoria 2C, no permetia l'operativa de l'Embraer 195, categoria 3C.
Al començament de 2011, Airmel va anunciar que iniciaria operacions des de Melilla amb un ATR 42-300, però mai va iniciar operacions per la falta de compromís de l'aerolínia a seguir amb la incipient aerolínia.
El 21 de novembre de 2011 Helitt Línies Aèries va iniciar operacions amb la ruta inaugural Màlaga-Melilla; una setmana després va començar a operar la línia Melilla-Barcelona i el dia 2 de desembre, la ruta Melilla-Madrid, tots amb vols diaris; que tornava a trencar amb el monopoli de Air Nostrum en les operacions des de i amb Melilla. El 25 de gener del 2013 va deixar d'oferir vols comercials temporalment.
Aquest mateix any va iniciar operacions Ryjet amb Màlaga-Melilla, va cessar operacions en 2012.
A principis de 2013, van arribar rumors que Air Europa volia operar des de Melilla, aquesta vegada amb un dels seus ATR 72-500, rumors que no van arribar a materialitzar-se.
El 16 d'abril de 2013 Melilla Airlines va iniciar operacions amb la ruta inaugural Màlaga-Melilla, fent vols regionals amb Màlaga, mesos després amb el Aeroport de Badajoz, si bé les connexions amb Badajoz no van donar resultats, l'ocupació de la ruta cap a la Costa del Sol era bona. Any i mig més tard va cessar les operacions.
El 21 de juliol de 2014 Air Europa va confirmar els anteriors rumors, va fer un pas endavant i va decidir iniciar operacions amb la ruta inaugural Màlaga-Melilla amb un primer vol del voltant del 90% d'ocupació.
A finals de l'any 2016, Iberia anuncia l'anul·lació de les rutes amb Almeria i Granada, fet materialitzat a principis de gener de l'any 2017, en haver un destacat ajustament de les seves rutes nacionals en general i de la seva estructura com a aerolínia.
Al llarg de l'any 2018, s'inicien, elaboren i formalitzen els tràmits per, per pressió del mateix Govern de la Ciutat Autònoma i de la seva ciutadania atesa la frustració generalitzada i malestar amb l'anul·lació de les línies amb Granada i Almeria després de més de vint anys amb vols diaris i setmanals, fer d'obligació de servei públic (OSP) les línies amb Almeria, Granada i Sevilla. Aquesta dada significa la represa dels serveis amb Granada i Almeria, i el nou servei amb Sevilla, previstos tots ells per a finals del 2018 i inicis del 2019.
El 30 de novembre de 2018 Hélity inicia operacions amb la ruta inaugural Ceuta-Melilla amb un primer vol d'un AgustaWestland AW139. 2020 suspèn la línia amb Melilla. El motiu és que des de Melilla van informar que les operacions amb helicòpter a l'aeroport de Melilla només es podien efectuar des de la sortida fins a la posta del sol.
Just un any després, el 30 de novembre de 2019 Aena va anunciar el canvi de categoria de 2C a 3C al març de 2021. Després es va parlar del segon semestre de 2022. Després se li va posar data exacta: el 30 de novembre de 2022 i ara la delegada del Govern ho ajorna per dins d'un termini màxim de dos mesos, cosa que situaria un nou límit al març aquest any. L'aeroport canvia a categoria 3C el 23 de febrer de 2023.
Al començament de 2023, l'aerolínia romanesa AirConnect va proposar un pla de connectivitat per a Melilla amb Màlaga, Madrid i altres ciutats europees com Porto, Lisboa i Faro.
Al juliol de 2023, el Govern de Melilla va sol·licitar que les línies aèries amb Madrid i Màlaga siguin declarades com a Obligacions de Servei Públic, l'ampliació de l'horari i de la pista d'aterratge de l'aeroport.
A l'octubre de 2023, EasyJet i Binter Canarias van mostrar el seu interès per operar a Melilla i la necessitat d'ampliar la pista d'aterratge per als seus Airbus A319 i Embraer 195-E2 respectius. A més, Aena va donar el vistiplau perquè, a partir d'abril de 2024, l'horari de l'aeroport estigui comprès entre les 7.15 i les 22.15 hores durant tot l'any. També, Aena va licitar els treballs d'ampliació de la sala d'embarcament de l'aeroport. A més, el Govern de Melilla va anunciar uns bons turístics que bonificaran el 75% del transport aeri als viatgers "no residents" a Melilla.
L'aeroport de Melilla va tancar 2023 amb un total de 501.069 passatgers i 10.755 operacions, superant, per primera vegada en la seva història, el mig milió de viatgers i els 10.000 aterratges i enlairaments en un any, superant el 100% del límit de la seva capacitat de 500.000 passatgers/any. Tot i aquests resultats, Aena no contempla l'ampliació de la terminal de passatgers ni de la pista d'aterratge a mig termini; les principals mesures aposten per millores a curt termini com horari i connectivitat.
Al març de 2024, el Govern de Melilla, amb vista a millorar la connectivitat, sol·licitarà una base permanent d'Air Nostrum a Melilla amb avions i tripulació de reserva, a més de comptar amb tècnics i peces necessàries que puguin solucionar en poc temps qualsevol imprevist.
Al maig de 2024, Air Nostrum va anunciar la nova ruta Melilla - Santiago de Compostel·la, que va obtenir un 70% d'ocupació.
Al juny de 2024, Air Nostrum va anunciar que mantindria de manera permanent les connexions aèries amb Mallorca i Canàries des del 27 d'octubre fins al 29 de març.
Al juny de 2024, el Govern d'Espanya va reconèixer que l'ampliació de la pista d'aterratge de l'aeroport de Melilla és una mesura complexa però possible mitjançant una modificació legislativa per materialitzar-la.
A novembre de 2024, després de les cancel·lacions i desviaments a Màlaga a causa de les núvols baixes, el Govern de Melilla va presentar una proposició no de llei al Congrés dels Diputats, el principal objectiu de la qual és demanar al Govern d'Espanya la creació d'una comissió tècnica que estudiï tant l'ampliació de la pista d'aterratge com els elements d'ajudes a la navegació viables per a l'aeroport melillenc. A més, sol·licitarà declarar com a obligació de servei públic (OSP) les línies de Màlaga i Madrid.
A finals de 2024, Moeve ha subministrat combustible sostenible d'aviació (SAF) a Air Nostrum a l'Aeroport de Melilla. L'empresa energètica es converteix així en la primera companyia a oferir aquest biocombustible a la ciutat autònoma, com també va fer recentment als aeroports de Canàries.
L'any 2024 ha marcat el rècord de "major volum de trànsit" en la història de l'aeroport de Melilla, amb un total de 507.957 passatgers i 10.977 vols.

## Ampliació
Inicialment era una pista de 730 metres de llargada per 45 d'amplada.
El 2004, acaben les obres d'ampliació de la pista, passant així de tenir 1344 metres, a tenir 1428 metres. Les dimensions actuals de la pista limiten les operacions al model ATR.
Tot i l'augment de passatgers i les reivindicacions per l'ampliació de la pista o l'adaptació a altres models d'aeronaus amb més capacitat, no s'ha dut a terme per part d'Aena, impossibilitant l'arribada d'altres aerolínies ni de noves rutes.

## Infraestructures

### Terminal
La terminal compta amb un total de 6 taulells de facturació, 3 portes d'embarcament i 2 cintes de recollida d'equipatges. També disposa d'una Oficina de Suport a Passatgers, Usuaris i Clients / S'encarrega de tramitar els suggeriments dels passatgers sobre els serveis i les instal·lacions de l'aeroport. Disposa també de fulls de reclamacions d'Aena Aeropuertos; Control de seguretat, Control de passaports i un Stand de Melilla Turisme a la zona d'arribades

### Serveis
Equipatge extraviat:
- Air Nostrum | Telèfon: 901 111 342

Serveis per a famílies:
- Sala de lactància

Forces de seguretat:
- Cos Nacional de Policia
- Guàrdia Civil

Informació de l'aeroport:
- Consultes i suggeriments

Lloguer de cotxes:
- OK Rent a Car | Telèfon: 902 360 636

Màquines vending:
Botigues i restaurants:
- Cafeteria de l'aeroport
- Modi's Coffee
- Botiga de l'aeroport

Servei d'assistència Sense Barreres:
- Punts de trobada associats al servei dajuda a persones amb mobilitat reduïda o discapacitat.

Connexió Wifi de l'aeroport:
- La terminal de l'aeroport està dotada d'una xarxa de connexió WiFi gratuïta (els primers 15 minuts), i hi ha una opció premium de pagament per estendre aquest temps a conveniència de l'usuari.

### Instal·lacions auxiliars
- Aparcament:
  - P1 - General: 311 places.

### Camp d'aviació
- Torre de control
- Pista 15/33: 1433 m
- Plataforma: 6 llocs d'estacionament.
- Plataforma d'Helicòpters: 1 lloc d'estacionament
- Parc de bombers

## Aerolínies i destinacions

### Novetats a Destinacions, Operadors i Operacions Especials
| Ciutat de Destinació          | Model Avió                    | Aerolínia/Operador            | Data Inici / Final            | Observacions                  |
| NO HI HA INFORMACIÓ RELLEVANT | NO HI HA INFORMACIÓ RELLEVANT | NO HI HA INFORMACIÓ RELLEVANT | NO HI HA INFORMACIÓ RELLEVANT | NO HI HA INFORMACIÓ RELLEVANT |
| ----------------------------- | ----------------------------- | ----------------------------- | ----------------------------- | ----------------------------- |

Última actualització: 21/02/2023

### Vols nacionals
Actualment hi ha només una aerolínia, Iberia Regional/Air Nostrum, que opera vols comercials de passatgers a l'aeroport de Melilla.

### Destinacions
| Ciutats      | Nom de l'aeroport                            | Aerolínies               | Aeronaus   | Freqüències   |         |
| Espanya      | Espanya                                      | Espanya                  | Espanya    | Espanya       | Espanya |
| ------------ | -------------------------------------------- | ------------------------ | ---------- | ------------- | ------- |
| Almeria      | Aeroport d'Almeria                           | Air Nostrum              | ATR 72-600 | L M X J V S D |         |
| Barcelona    | Aeroport Josep Tarradellas Barcelona-El Prat | Air Nostrum              | ATR 72-600 | J S           |         |
| Granada      | Aeroport de Granada                          | Air Nostrum              | ATR 72-600 | L M X J V S D |         |
| Gran Canària | Aeroport de Gran Canària                     | Air Nostrum (Estacional) | ATR 72-600 | M X S         |         |
| Madrid       | Aeroport Adolfo Suárez Madrid-Barajas        | Air Nostrum              | ATR 72-600 | L M X J V S D |         |
| Màlaga       | Aeroport de Màlaga - Costa del Sol           | Air Nostrum              | ATR 72-600 | L M X J V S D |         |
| Palma        | Aeroport de Palma                            | Air Nostrum (Estacional) | ATR 72-600 | LM J          |         |
| Sevilla      | Aeroport de Sevilla                          | Air Nostrum              | ATR 72-600 | L V D         |         |

### Aerolínies i destinacions històriques
Al llarg de la seva història, les aerolínies següents també han operat vols comercials a l'aeroport des de diferents punts d'Espanya:
| Any  | Aerolínia            | Destinació                                                             | Aeronau                                        |
| ---- | -------------------- | ---------------------------------------------------------------------- | ---------------------------------------------- |
| 1970 | Spantax              | Màlaga Almeria                                                         | D'Havilland Canada DHC-7                       |
| 1980 | Aviaco               | Màlaga Almeria                                                         | Fokker F27                                     |
| 1992 | Binter Mediterráneo  | Màlaga Almeria València Madrid                                         | CN-235                                         |
| 1995 | PauknAir             | Màlaga Madrid Almeria Barcelona Palma Santiago de Compostela Santander | BAe 146                                        |
| 2001 | Air Nostrum          | Màlaga Madrid Almeria Granada València Barcelona                       | Fokker 50 D'Havilland Canada Dash 8 ATR 72-200 |
| 2011 | Airmel               | Màlaga                                                                 | ATR 42-300                                     |
| 2011 | Helitt Línies Aèries | Màlaga Madrid Barcelona                                                | ATR 72-500                                     |
| 2012 | Ryjet                | Màlaga                                                                 | Saab 340                                       |
| 2013 | Melilla Airlines     | Màlaga Badajoz                                                         | ATR 42-300                                     |
| 2013 | Aeronova             | Màlaga                                                                 | ATR 42-300                                     |
| 2014 | Air Europa           | Màlaga                                                                 | ATR 72-500                                     |
| 2018 | Hélity               | Ceuta                                                                  | AgustaWestland AW139                           |

## Ús militar
L'Aeroport de Melilla és utilitzat freqüentment per la Força Aèria Espanyola com a aeroport de sortida i d'arribada de militars destinats a les missions que porta a terme l'Exèrcit Espanyol a l'estranger.

## Codis internacionals
- Codi IATA: MLN
- Codi OACI: GEML

## Estadístiques
Nombre de passatgers, operacions i càrrega des de l'any 2000:
See source Wikidata query and sources.
| Any                        | Passatgers | Operacions | Càrrega (t) |
| -------------------------- | ---------- | ---------- | ----------- |
| 2000                       | 263.751    | 8.916      | 650         |
| 2001                       | 229.806    | 8.707      | 587         |
| 2002                       | 211.966    | 8.013      | 546         |
| 2003                       | 223.437    | 9.017      | 479         |
| 2004                       | 245.102    | 9.098      | 387         |
| 2005                       | 271.589    | 9.296      | 323         |
| 2006                       | 313.543    | 10.696     | 431         |
| 2007                       | 339.244    | 11.146     | 434         |
| 2008                       | 314.643    | 10.959     | 386         |
| 2009                       | 293.695    | 9.245      | 350         |
| 2010                       | 292.608    | 8.935      | 340         |
| 2011                       | 286.701    | 9.119      | 265         |
| 2012                       | 315.850    | 9.922      | 235         |
| 2013                       | 289.551    | 7.893      | 164         |
| 2014                       | 319.603    | 8.873      | 136         |
| 2015                       | 317.806    | 8.409      | 136         |
| 2016                       | 330.116    | 8.535      | 141         |
| 2017                       | 324.366    | 7.956      | 134         |
| 2018                       | 348.121    | 8.085      | 127         |
| 2019                       | 434.660    | 9.768      | 134         |
| 2020                       | 195.636    | 5.158      | 32          |
| 2021                       | 332.446    | 7.828      | 9           |
| 2022                       | 447.450    | 9.772      | 22          |
| Font: Estadístiques d'Aena |            |            |             |

| \| Passatgers de l'Aeroport de Melilla 2000–2022 (dades en milers/pax) \| Passatgers de l'Aeroport de Melilla 2000–2022 (dades en milers/pax) \| Passatgers de l'Aeroport de Melilla 2000–2022 (dades en milers/pax) \| Passatgers de l'Aeroport de Melilla 2000–2022 (dades en milers/pax) \| Passatgers de l'Aeroport de Melilla 2000–2022 (dades en milers/pax) \| \| ------------------------------------------------------------------------------------------------------------------------------------------------------------------------- \| ------------------------------------------------------------------- \| ------------------------------------------------------------------- \| ------------------------------------------------------------------- \| ------------------------------------------------------------------- \| \| Any \| \| \| \| Passatgers \| \| 2000 \| 2000 \| \| 263.751 \| 263.751 \| \| 2001 \| 2001 \| \| 229.806 \| 229.806 \| \| 2002 \| 2002 \| \| 211.966 \| 211.966 \| \| 2003 \| 2003 \| \| 223.437 \| 223.437 \| \| 2004 \| 2004 \| \| 245.102 \| 245.102 \| \| 2005 \| 2005 \| \| 271.589 \| 271.589 \| \| 2006 \| 2006 \| \| 313.543 \| 313.543 \| \| 2007 \| 2007 \| \| 339.244 \| 339.244 \| \| 2008 \| 2008 \| \| 314.643 \| 314.643 \| \| 2009 \| 2009 \| \| 293.695 \| 293.695 \| \| 2010 \| 2010 \| \| 292.608 \| 292.608 \| \| 2011 \| 2011 \| \| 286.701 \| 286.701 \| \| 2012 \| 2012 \| \| 315.850 \| 315.850 \| \| 2013 \| 2013 \| \| 289.551 \| 289.551 \| \| 2014 \| 2014 \| \| 319.603 \| 319.603 \| \| 2015 \| 2015 \| \| 317.806 \| 317.806 \| \| 2016 \| 2016 \| \| 330.116 \| 330.116 \| \| 2017 \| 2017 \| \| 324.366 \| 324.366 \| \| 2018 \| 2018 \| \| 348.121 \| 348.121 \| \| 2019 \| 2019 \| \| 434.660 \| 434.660 \| \| 2020 \| 2020 \| \| 195.636 \| 195.636 \| \| 2021 \| 2021 \| \| 332.446 \| 332.446 \| \| 2022 \| 2022 \| \| 447.450 \| 447.450 \| \| L'any 2019 es va batre un rècord total de passatgers (434.660). L'actual rècord és del 2022 amb 447.450 passatgers (gairebé la capacitat anual de 500.000 de l'aeroport). \| \| \| \| \| |      |  |         |            |
| Passatgers de l'Aeroport de Melilla 2000–2022 (dades en milers/pax) |      |  |         |            |
| Any |      |  |         | Passatgers |
| 2000 | 2000 |  | 263.751 | 263.751    |
| 2001 | 2001 |  | 229.806 | 229.806    |
| 2002 | 2002 |  | 211.966 | 211.966    |
| 2003 | 2003 |  | 223.437 | 223.437    |
| 2004 | 2004 |  | 245.102 | 245.102    |
| 2005 | 2005 |  | 271.589 | 271.589    |
| 2006 | 2006 |  | 313.543 | 313.543    |
| 2007 | 2007 |  | 339.244 | 339.244    |
| 2008 | 2008 |  | 314.643 | 314.643    |
| 2009 | 2009 |  | 293.695 | 293.695    |
| 2010 | 2010 |  | 292.608 | 292.608    |
| 2011 | 2011 |  | 286.701 | 286.701    |
| 2012 | 2012 |  | 315.850 | 315.850    |
| 2013 | 2013 |  | 289.551 | 289.551    |
| 2014 | 2014 |  | 319.603 | 319.603    |
| 2015 | 2015 |  | 317.806 | 317.806    |
| 2016 | 2016 |  | 330.116 | 330.116    |
| 2017 | 2017 |  | 324.366 | 324.366    |
| 2018 | 2018 |  | 348.121 | 348.121    |
| 2019 | 2019 |  | 434.660 | 434.660    |
| 2020 | 2020 |  | 195.636 | 195.636    |
| 2021 | 2021 |  | 332.446 | 332.446    |
| 2022 | 2022 |  | 447.450 | 447.450    |
| L'any 2019 es va batre un rècord total de passatgers (434.660). L'actual rècord és del 2022 amb 447.450 passatgers (gairebé la capacitat anual de 500.000 de l'aeroport). |      |  |         |            |

## Accidents i incidents aeris
- A 1944, un avió Ju-52 de Iberia L.A.E. realitza un aterratge d'emergència en una plana del Cap de Tres Forques. Afortunadament, no va caldre lamentar desgràcies personals. Com a curiositat, el fuselatge d'aquest avió, va ser utilitzat com a tron per a la Verge de l'Esperança (Màlaga).

- El 6 de març de 1980, un De Havilland Canada DHC-7 de Spantax pateix un accident quan intenta prendre terra a l'aeroport. Afortunadament, no va caldre lamentar desgràcies personals.

- El 20 de novembre de 1984, una avioneta de l'Escola Nacional d'Aeronàutica de Salamanca] ha de realitzar un amerizaje d'emergència a la mar d'Alborán, després d'enlairar-se de Melilla. Afortunadament, no va caldre lamentar desgràcies personals.

- El 25 de setembre de 1998, el vol 4101 de PauknAir, s'estavella contra una muntanya al cap Tres Forcas quan intentava aterrar a l'aeroport. Moren 38 persones al funeral de les quals van assistir Donya Elena de Borbó i Grècia Elena de Borbó i Don Jaime de Marichalar, a més de totes les institucions socials i polítiques de la ciutat.

- El 29 d'agost de 2001, el Vol 8261 de Binter Mediterrani s'enlaira a primera hora del matí de Melilla amb destinació Màlaga, on, a prop de l'aeroport, es desploma en una carretera propera. Moren 3 passatgers (dos espanyols i un francès) i el pilot.

- El 17 de gener de 2003, un Fokker 50 d'Air Nostrum se surt de pista quan realitzava l'aterratge. Afortunadament, no cal lamentar desgràcies personals.

- El 28 de desembre de 2010 un avió de passatgers de Iberia que realitzava la ruta Almeria-Melilla va patir a la ruta d'ascens una fallada motor que li van provocar diverses petardades i una flamarada. L'avió va tornar a l'Aeroport d'Almeria sense lamentar desgràcies personals, i el fet va ser investigat per Air Nostrum i va determinar que va ser una fallada tècnica.

## Transport i accessos

### Carretera
El accés per carretera es realitza des de la ML-204.

### Taxi
Hi ha una parada de taxis a prop del vestíbul d'arribades. Els taxis només traslladen 4 persones per cotxe.